# Kościół im. Elżbiety w Chorzowie
Kościół imienia Elżbiety w Chorzowie – murowany kościół z 1844 roku w Chorzowie, wpisany do rejestru zabytków nieruchomych województwa śląskiego. 
Znajduje się przy ul. Katowickiej 92. Należy do parafii ewangelicko-Augsburskiej w Chorzowie. Pełni rolę kościoła filialnego i kaplicy cmentarnej. 

## Historia
Świątynia została wybudowana według projektu Augusta Sollera w latach 1840–1844, w stylu będącym połączeniem neogotyku i stylu arkadowego. Kamień węgielny został położony w dniu 13 listopada 1840 roku, natomiast w dniu 13 listopada 1844 roku gotowa świątynia została poświęcona. Jej patronką została Elżbieta Ludwika Wittelsbach, królowa Prus. W 1854 roku umieszczono obraz ołtarzowy autorstwa Augusta von Kloebera. W latach 1976–1982 kościół przeszedł remont generalny.

## Architektura
Kościół orientowany, jednonawowy, salowy, posiada dwie wieże o czterech kondygnacjach i fasadę z portalem. Elewacje potynkowane, bez ozdób. We wnętrzu znajdują się: drewniane empory, ambona i chrzcielnica. Na emporze organy z 1880 roku zbudowane przez Carla Volkmanna. Świątynia jest zamknięta trójbocznym prezbiterium. Budowlę otacza cmentarz ewangelicki.

## Galeria

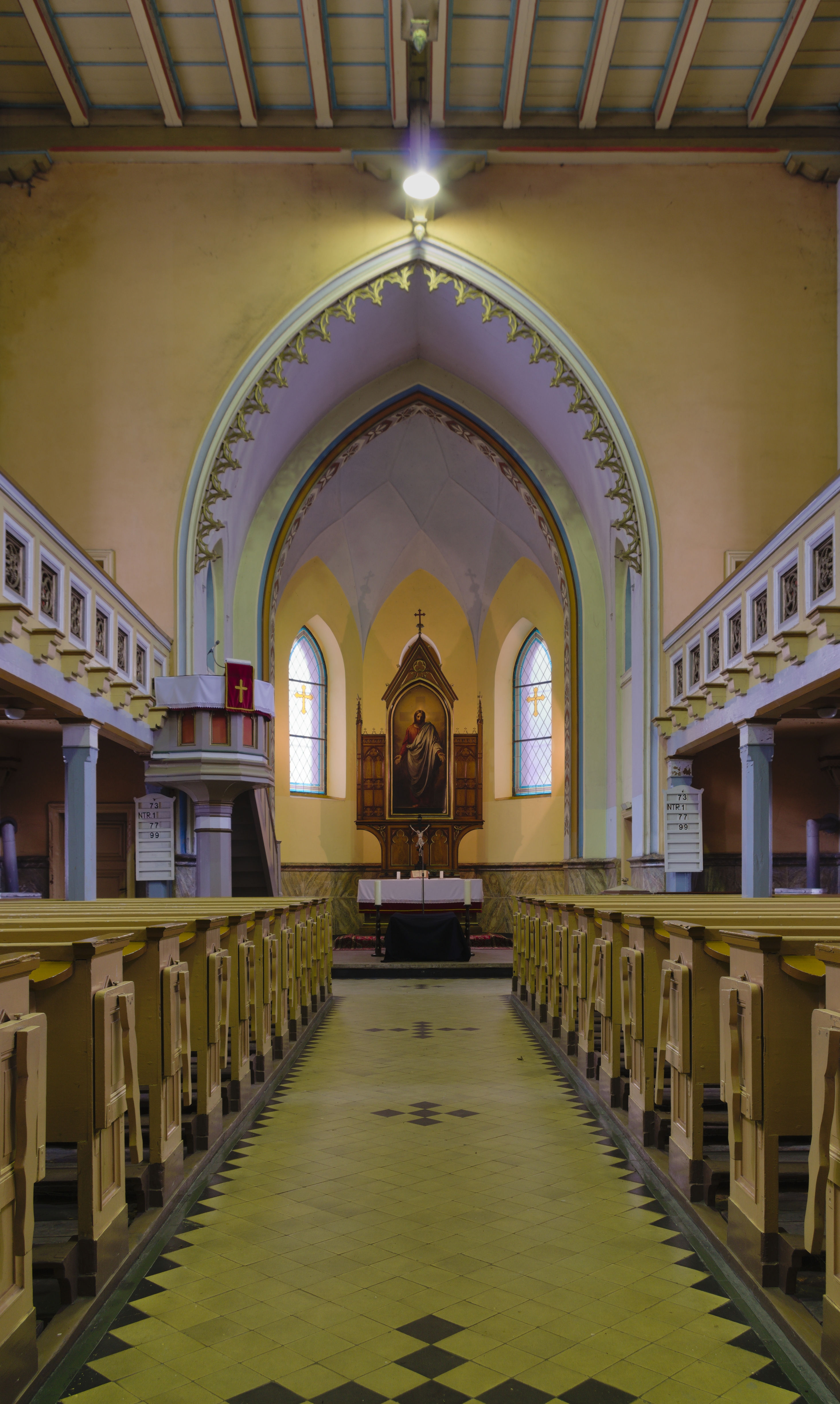
Wnętrze (2021)
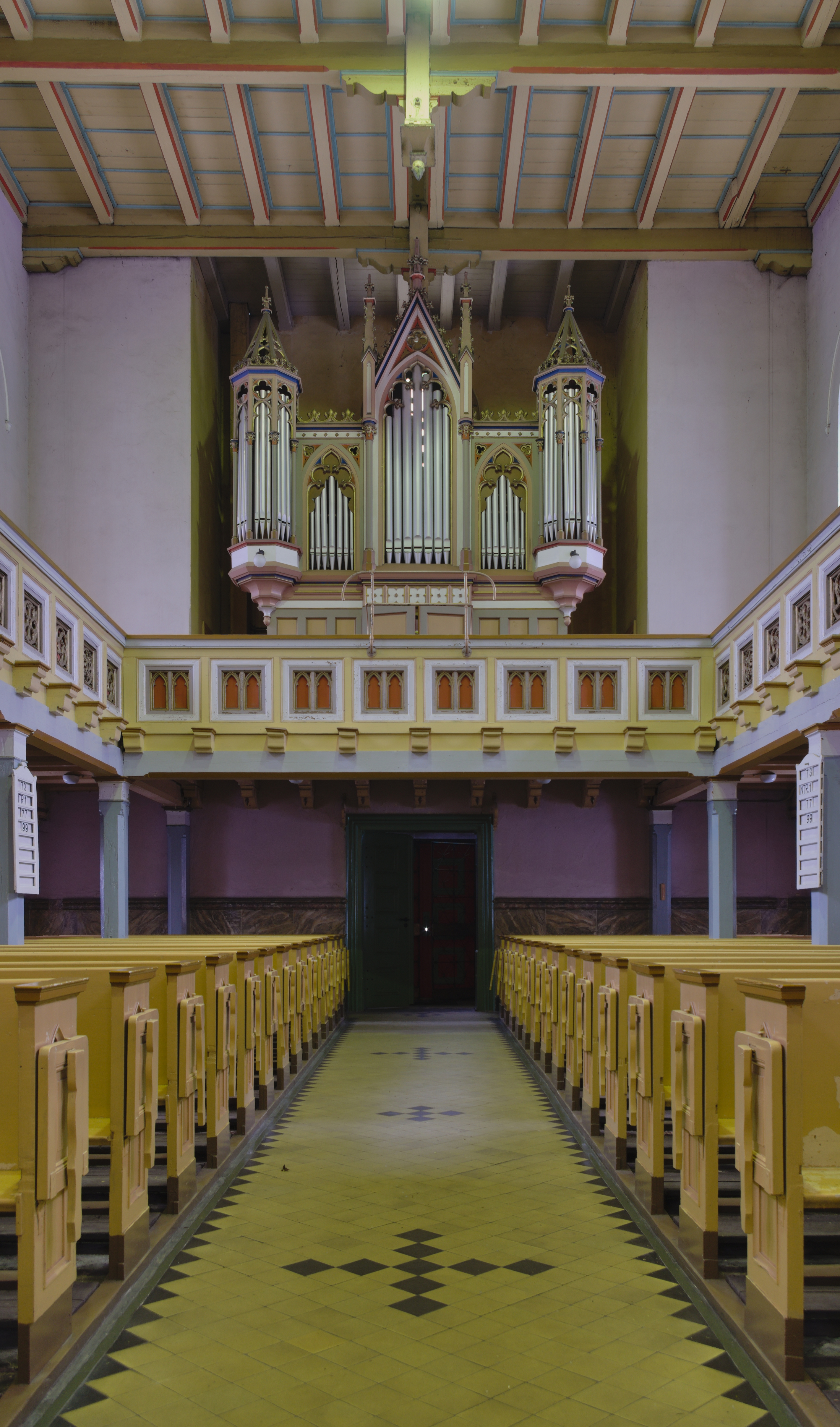
Empora i organy (2021)
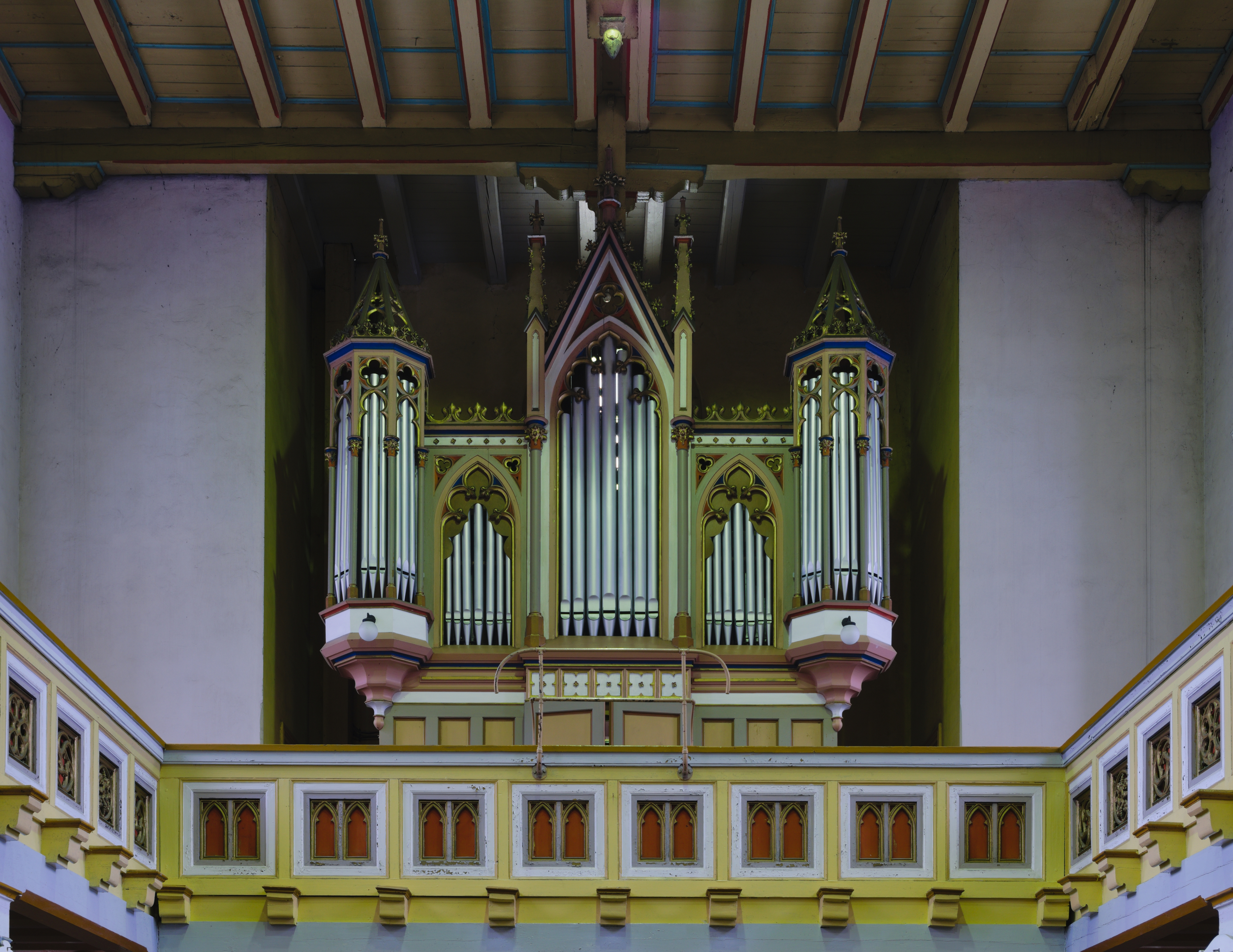
Prospekt organowy (2021)
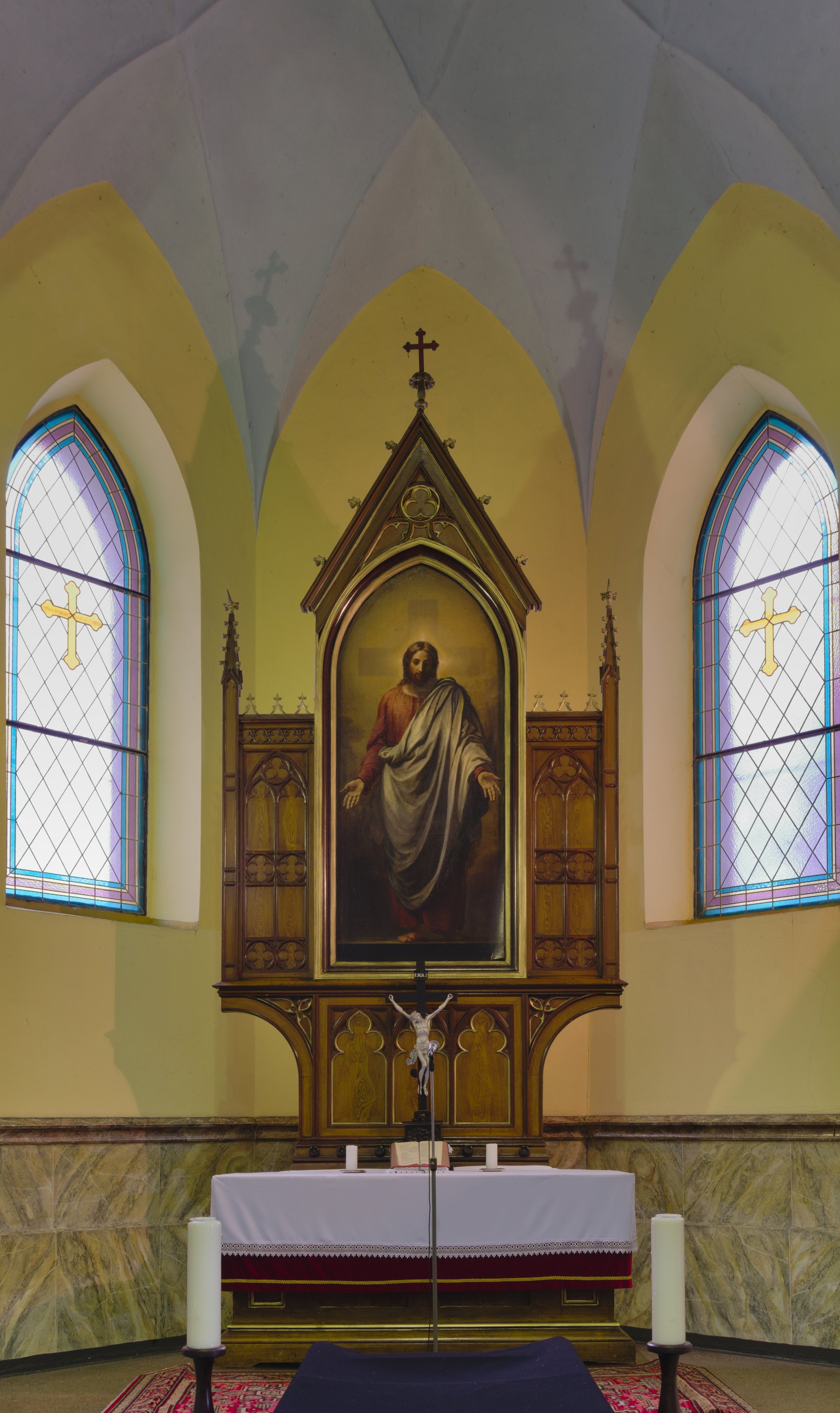
Ołtarz (2021)
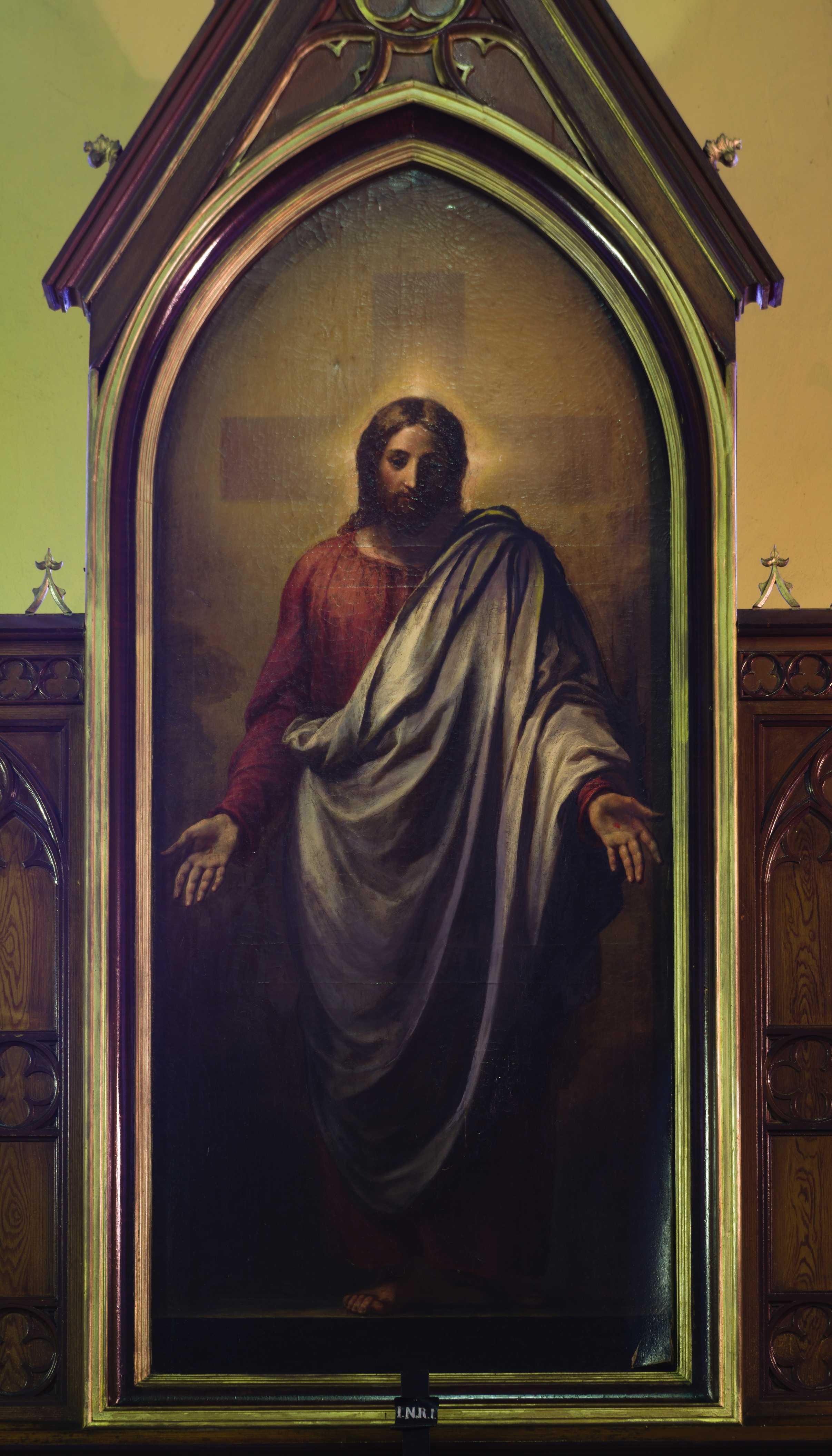
Obraz ołtarzowy (2021)
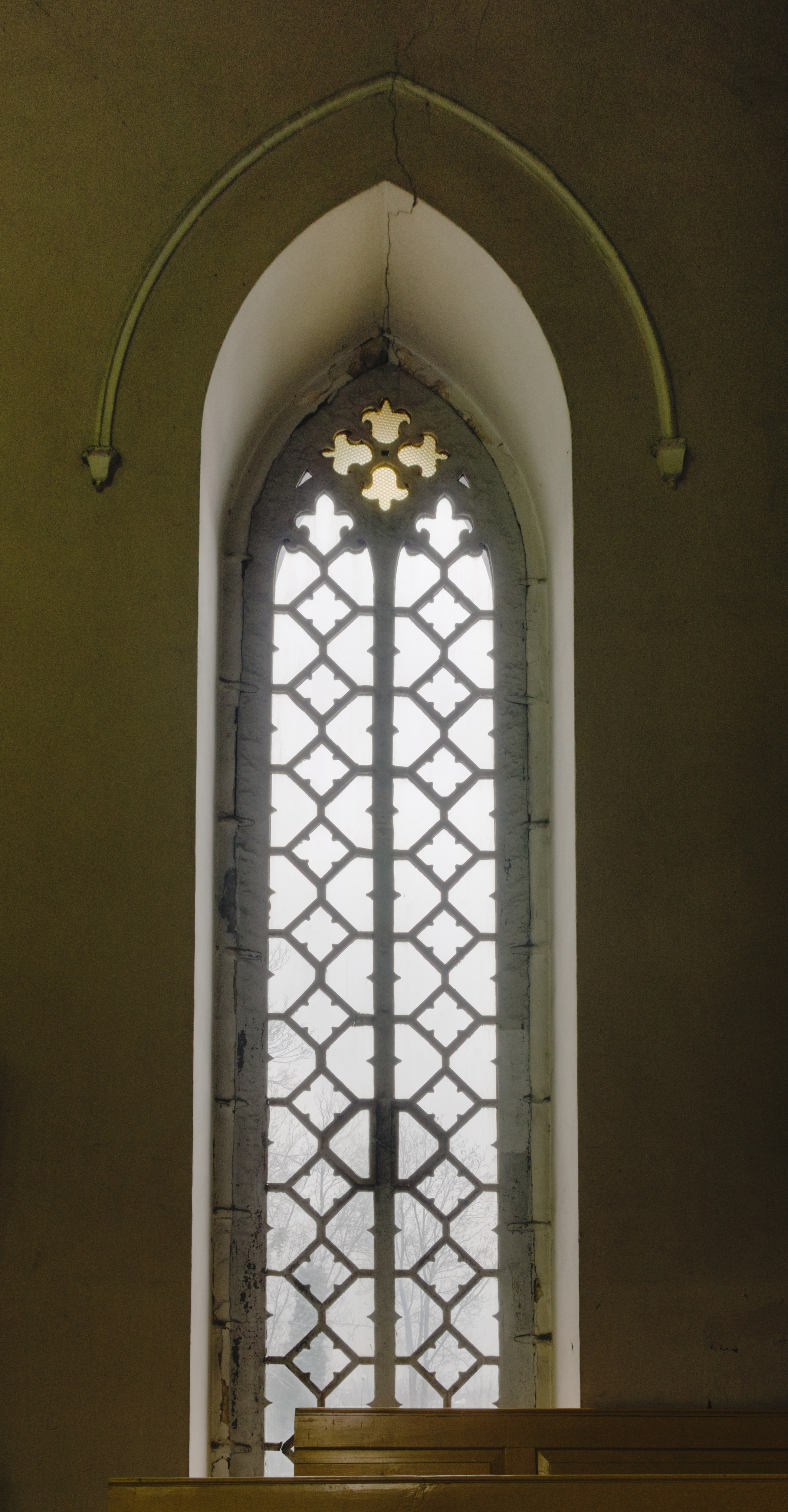
Okno z maswerkiem (2021)
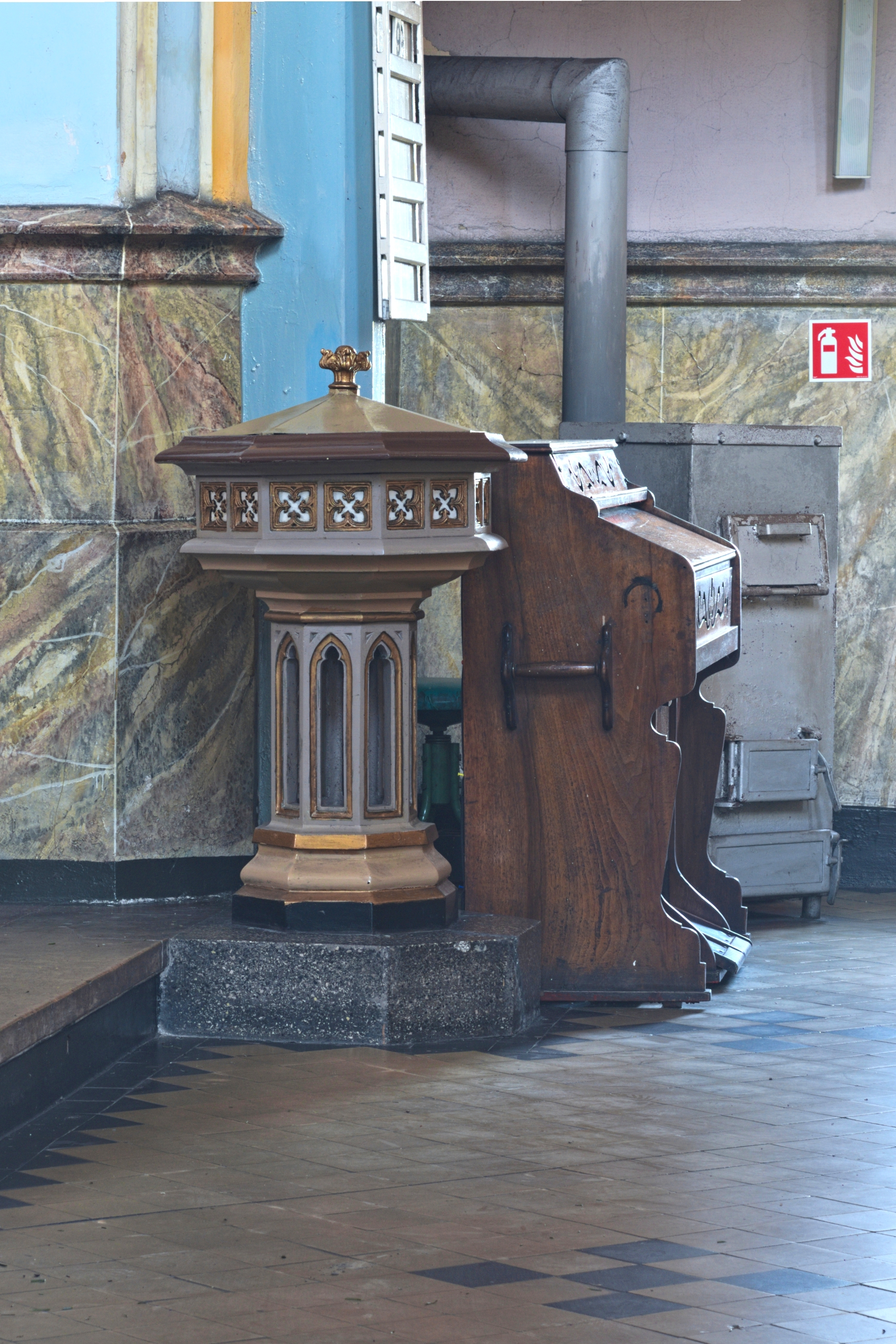
Chrzcielnica i fisharmonia (2020)